# Gryts församling, Linköpings stift
Gryt var en församling i Linköpings stift. Den uppgick 1 januari 2010 i Valdemarsviks församling. 
Församlingskyrka var Gryts kyrka och Sankt Olofs kapell.
Folkmängden 2006 var 882.

## Administrativ historik
Församlingen har medeltida ursprung.
Den 1 januari 1920 (enligt beslut den 31 december 1919) överfördes hemmanen 1/4 mantal Borg nummer 1 och 1 mantal Sandvik nummer 1 till Valdemarsviks församling.
Församlingen utgjorde till 1984 ett eget pastorat. från 1984 till 2010 var den annexförsamling i pastoratet Valdemarsvik och Gryt, som från 2006 utökades med Tryserums och Östra Eds församlingar. Församlingen uppgick 1 januari 2010 i Valdemarsviks församling.
Församlingskod var 056304.

## Kyrkoherdar
Kyrkoherden bodde på Forshem.
| Ämbetstid | Namn                           | Levnadstid | Övrigt                                       |
| --------- | ------------------------------ | ---------- | -------------------------------------------- |
| 1519-1524 | Folko                          |            | Curatus.                                     |
| 1527      | Conradus                       |            |                                              |
| 1535      | Birgerus                       | -1535      |                                              |
| 1536      | Olavus Johannis                |            | Senare kyrkoherde i Å församling.            |
| 1551      | Carl                           | -1551      |                                              |
| 1569      | Jonas                          |            |                                              |
| 1578-1610 | Petrus Stephani                | -1610      |                                              |
| 1612-1620 | Laurentius Svenonis            | -1620      |                                              |
| 1621-1633 | Petrus Svenonis                | -1633      |                                              |
| 1634-1648 | Ericus Lithander               | -1648      |                                              |
| 1648–1652 | Arvidus Olai Scheningensis     | 1609–1663  | Senare kyrkoherde i Drothems församling.     |
| 1652-1656 | Nicolaus Mörck                 | -1656      |                                              |
| 1656–1658 | Nicolaus Gothzelius            | 1613–1682  | Senare kyrkoherde i Skeppsås församling.     |
| 1658-1666 | Johannes Haurelius             | 1624-1666  |                                              |
| 1668-1682 | Elias Fornelius                | -1682      |                                              |
| 1682-1693 | Samson Marci                   | 1647-1693  |                                              |
| 1695–1725 | Petrus Lithzenius              | 1663–1737  | Senare kyrkoherde i Söderköpings församling. |
| 1725      | Samuel Edenius                 | -1725      |                                              |
| 1726-1745 | Petrus Löfgren                 | 1692-1745  |                                              |
| 1746-1751 | Magnus Wåhlin                  | 1701-1751  |                                              |
| 1752-1770 | Anders Dahl                    | 1705-1770  |                                              |
| 1771-1781 | Anders Roselius                | 1716-1781  |                                              |
| 1782-1794 | Sven Bergengren                | 1718-1794  |                                              |
| 1795-1811 | Samuel Wigius                  | 1747-1811  |                                              |
| 1812-1819 | Johan Gustaf Hörling           | 1759-1819  |                                              |
| 1820-1825 | Jonas Daniel Sommelius         | 1762-1825  |                                              |
| 1827      | Johan Anders Adlerz            | 1772-1827  |                                              |
| 1830-1847 | Johan Fredrik Sandry           | 1781-1847  |                                              |
| 1849-1872 | Matthias Israel Wikström       | 1801-1872  |                                              |
| 1872      | Carl Edvard Pontus Hällströmer |            | Senare kyrkoherde i Furingstads församling.  |
| 1889      | Axel Gottfrid Setterdahl       |            | Senare kyrkoherde i Östra Stenby församling. |
| 1898–1903 | Hugo Ulander                   | 1861–1937  | Senare kyrkoherde i Söderköpings församling. |
| 1903-1925 | Gustaf Gustafson               | 1852-1936  | Kontraktsprost.                              |
| 1931–1950 | Verner Reimhagen               | 1892–1952  | [ 6 ] [ 7 ]                                  |

### Komministrar
Komminister bodde före 1919 på Strömmen. 1919 beslutades att bostaden skulle flyttas närmare kyrkan.
| Ämbetstid | Namn                       | Levnadstid | Övrigt                                      |
| --------- | -------------------------- | ---------- | ------------------------------------------- |
| 1679-1695 | Andreas Haurelius          | -1695      |                                             |
| 1695-1727 | Gabriel Brytzenius         | 1661-1727  |                                             |
| 1728-1743 | Hans Collander             | 1693-1743  |                                             |
| 1744–1752 | Anders Dahl                | 1705–1770  | Senare kyrkoherde i församlingen.           |
| 1753-1758 | Johan Wiström              | 1714-1758  |                                             |
| 1759–1772 | Hans Berg                  | 1724–1789  | Senare kyrkoherde i Björkebergs församling. |
| 1772–1790 | Gustaf Adolph Grönlund     | 1733–1797  | Senare kyrkoherde i Tåby församling.        |
| 1791-1793 | Erik Ekegren               | 1749-1793  |                                             |
| 1795-1801 | Lars Arenander             | 1753-1801  |                                             |
| 1803-1805 | Johan Naerman              | 1766-      |                                             |
| 1806-1811 | Johan Hederström           | 1763-1811  |                                             |
| 1811-1825 | Carl Bergentz (Bergengren) | 1777-1825  |                                             |
| 1827-1848 | Pehr Kraft                 | 1790-1848  |                                             |
| 1850-1879 | Anders Törnfelt            | 1803-1879  |                                             |
| 1879      | Otto Edvard Lindeberg      |            | Senare kyrkoherde i Malexanders församling. |
| 1888-1918 | Samuel Andrén              | 1849-1918  |                                             |
| 1936–1940 | Josef Gustafsson           | 1906–      | [ 6 ]                                       |
| 1942–1947 | Walter Bergstrand          | 1910–      | [ 7 ]                                       |

## Klockare och organister
| Ämbetstid       | Namn               | Levnadstid | Övrigt                |
| --------------- | ------------------ | ---------- | --------------------- |
| 1725–1726       | Anders Månsson     |            | Klockare              |
| 1772 eller 1775 | Jonas Jonsson      |            | Klockare              |
|                 | Peter Larsson      |            | Klockare              |
| 1784–1801       | Karl Zetterberg    |            | Klockare              |
| 1813–1825       | Nils Bäckman       | 1765–1825  | Klockare              |
| 1825–1838       | Carl Erik Bäckman  | 1791–1838  | Organist och klockare |
| 1839–1908       | Karl Johan Jonsson | 1815–1908  | Organist              |